# Talia Ryder
Pour les articles homonymes, voir Ryder.
Talia Ryder, née le 16 août 2002 à Buffalo, dans l'État de New York (États-Unis), est une actrice américaine.
En 2015, elle est devenue connue en tant qu'Hortensia dans le casting de Broadway de Matilda the Musical. Elle joue le rôle de Skylar dans le film indépendant Never Rarely Sometimes Always (2020), projeté au Festival du film de Sundance, et a un rôle principal en tant que Clare dans le film Hello, Goodbye, and Everything In Between.

## Biographie
Ryder a 12 ans quand elle et sa famille sont allées voir la production de Broadway de Matilda the Musical, et, avec sa sœur Mimi, elle auditionne pour ce spectacle. Elle décroche le rôle d'Hortensia et sa famille déménage à New York,. Dans une interview, Ryder déclare que sa formation est principalement la danse, mais qu'elle commence à développer ses compétences en jeu scénique,.
En 2016, elle fait partie d'un casting de 75 enfants pour le court métrage Broadway Kids Against Bullying : I Have a Voice, réalisé par Jason Milstein, et son single caritatif, composé par Frank Wildhorn, pour soutenir Nobully.org,. En 2019, elle est choisie pour incarner la cousine d'Autumn, Skylar, dans le film indépendant Never Rarely Sometimes Always, où les deux filles se rendent à New York pour qu'Autumn (Sidney Flanigan) puisse se faire avorter sans le consentement parental. Never Rarely Sometimes Always et présenté en première au Sundance Film Festival et est ensuite diffusé au théâtre et en vidéo à la demande en mars 2020,.
En 2019, elle est également choisie pour faire partie du Jets Chorus dans l'adaptation cinématographique de Steven Spielberg de West Side Story,.
Ryder a un rôle principal en tant que Clare dans le prochain film Hello, Goodbye, and Everything In Between 6.
Elle joue un rôle principal dans le clip d'Olivia Rodrigo Deja Vu (2021).
Elle a obtenu son diplôme d'études secondaires en 2020,,.

## Théâtre
- 2015-2016 : Matilda the Musical : Hortensia (Broadway, Shubert Theatre)

## Filmographie

### Cinéma
- 2020 : Never Rarely Sometimes Always d'Eliza Hittman : Skylar
- 2021 : West Side Story de Steven Spielberg : Tessie
- 2022 : Si tu me venges… (Do Revenge) de Jennifer Kaytin Robinson : Gabbi Broussard
- 2022 : Hello, adieu, et nous au milieu (Hello, Goodbye, and Everything In Between) de Michael Lewen : Claire
- 2022 : Master de Mariama Diallo : Amelia
- 2023 : Dumb Money de Craig Gillespie : Harmony Williams
- 2023 : Joika de James Napier Robertson : Joy Womack
- 2023 : The Sweet East de Sean Price Williams : Lilian
- 2025 : Honey Don't! d'Ethan Coen

### Clip
- 2021 : Déjà Vu d'Olivia Rodrigo : Allie Avital[13]

## Récompenses et nominations
| Année | Récompense                     | Catégorie       | Œuvre                         | Résultat   | Réf    |
| ----- | ------------------------------ | --------------- | ----------------------------- | ---------- | ------ |
| 2021  | Prix des Critics' Choice Movie | Meilleur espoir | Never Rarely Sometimes Always | Nomination | [ 17 ] |

| Année | Récompense                                                       | Catégorie                             | Œuvre                         | Résultat   | Réf    |
| ----- | ---------------------------------------------------------------- | ------------------------------------- | ----------------------------- | ---------- | ------ |
| 2020  | Association des critiques de cinéma du Grand Ouest de New York   | Interprète révolutionnaire            | Never Rarely Sometimes Always | Nomination | [ 18 ] |
| 2020  | Association des journalistes de cinéma de l'Indiana              | Meilleure actrice dans un second rôle | Never Rarely Sometimes Always | Nomination | [ 19 ] |
| 2021  | Critiques indépendants de Chicago                                | Meilleure actrice dans un second rôle | Never Rarely Sometimes Always | Nomination | [ 20 ] |
| 2021  | Prix Huading                                                     | Meilleure nouvelle actrice mondiale   | Never Rarely Sometimes Always | Lauréat    | [ 21 ] |
| 2021  | Film Independent's Spirit Awards                                 | Meilleure actrice de soutien          | Never Rarely Sometimes Always | Nomination | [ 22 ] |
| 2021  | International Cinephile Society                                  | Meilleure actrice dans un second rôle | Never Rarely Sometimes Always | Nomination | [ 23 ] |
| 2021  | Prix internationaux du cinéma en ligne                           | Meilleure actrice dans un second rôle | Never Rarely Sometimes Always | Nomination | [ 24 ] |
| 2021  | Société des critiques de films en ligne                          | Meilleure actrice dans un second rôle | Never Rarely Sometimes Always | Nomination | [ 25 ] |
| 2021  | Société des critiques de cinéma de Seattle                       | Meilleure actrice dans un second rôle | Never Rarely Sometimes Always | Nomination | [ 26 ] |
| 2021  | Société des critiques de cinéma de Seattle                       | Meilleure performance jeunesse        | Never Rarely Sometimes Always | Nomination | [ 26 ] |
| 2021  | Association des critiques de films de la région de Washington DC | Meilleure performance jeunesse        | Never Rarely Sometimes Always | Nomination | [ 27 ] |